# مادلن دامرم
مادلن دامرم (انگلیسی: Madeleine Damerment; ۱۱ نوامبر ۱۹۱۷ – ۱۳ سپتامبر ۱۹۴۴) یک فرد نظامی اهل فرانسه بود. وی در جنگ جهانی دوم در مقاومت فرانسه و اداره عملیات ویژه بریتانیا خدمت کرد. او توسط گشتاپو، دستگیر شد و متعاقباً در اردوگاه کار اجباری داخائو اعدام شد.